# Primera División de Chile 1992
El Campeonato Nacional Primera División de 1992 fue la 60.ª temporada de la máxima categoría del fútbol profesional chileno.
El torneo consistió en un campeonato a dos ruedas con un sistema de todos contra todos. Contó con la participación de 16 equipos, entre los que finalmente se consagró campeón Cobreloa, institución que obtuvo el quinto campeonato de su historia. El equipo loino además batió la marca de partidos invictos en una temporada, con 26 (entre las fechas 4 y 29).
En la parte baja de la tabla de posiciones, descendieron a Segunda División para el año 1993, los equipos de Cobresal (lo hizo por la Liguilla de Promoción), Fernández Vial y Huachipato, siendo, a la fecha, la última participación de Fernández Vial en la División de Honor del fútbol chileno.

## Ascensos y descensos
| Pos | Ascendidos de la Segunda División de Chile 1991 |
| --- | ----------------------------------------------- |
| 1°  | Deportes Temuco                                 |
| 2°  | Huachipato                                      |

| Pos | Descendidos en la temporada 1991 |
| --- | -------------------------------- |
| 15º | Provincial Osorno                |
| 16º | Santiago Wanderers               |

## Equipos por región
| Universidad de Chile Colo-Colo Universidad Católica Unión Española Palestino |

| Región               | N.º | Equipos                                                                           |
| -------------------- | --- | --------------------------------------------------------------------------------- |
| Región Metropolitana | 5   | Colo-Colo, Palestino, Unión Española, Universidad Católica y Universidad de Chile |
| Biobío               | 3   | Deportes Concepción, Fernández Vial y Huachipato                                  |
| Antofagasta          | 2   | Cobreloa y Deportes Antofagasta                                                   |
| Coquimbo             | 2   | Coquimbo Unido y Deportes La Serena                                               |
| Atacama              | 1   | Cobresal                                                                          |
| Valparaíso           | 1   | Everton                                                                           |
| O'Higgins            | 1   | O'Higgins                                                                         |
| Araucanía            | 1   | Deportes Temuco                                                                   |

## Tabla de posiciones
| Pos | Equipo               | PJ | PG | PE | PP | GF | GC | Dif | Pts |
| --- | -------------------- | -- | -- | -- | -- | -- | -- | --- | --- |
| 1   | Cobreloa             | 30 | 17 | 10 | 3  | 56 | 31 | 25  | 44  |
| 2   | Colo-Colo            | 30 | 18 | 6  | 6  | 68 | 36 | 32  | 42  |
| 3   | Universidad Católica | 30 | 16 | 9  | 5  | 67 | 29 | 38  | 41  |
| 4   | Universidad de Chile | 30 | 12 | 10 | 8  | 38 | 29 | 9   | 34  |
| 5   | Unión Española       | 30 | 14 | 4  | 12 | 50 | 46 | 4   | 32  |
| 6   | O'Higgins            | 30 | 11 | 7  | 12 | 45 | 43 | 2   | 29  |
| 7   | Deportes Antofagasta | 30 | 10 | 9  | 11 | 34 | 35 | -1  | 29  |
| 8   | Deportes Temuco      | 30 | 8  | 12 | 10 | 35 | 40 | -5  | 28  |
| 9   | Deportes La Serena   | 30 | 9  | 9  | 12 | 30 | 35 | -5  | 27  |
| 10  | Coquimbo Unido       | 30 | 9  | 9  | 12 | 41 | 53 | -12 | 27  |
| 11  | Deportes Concepción  | 30 | 9  | 9  | 12 | 35 | 47 | -12 | 27  |
| 12  | Palestino            | 30 | 10 | 7  | 13 | 44 | 61 | -17 | 27  |
| 13  | Everton              | 30 | 9  | 8  | 13 | 43 | 47 | -4  | 26  |
| 14  | Cobresal             | 30 | 9  | 7  | 14 | 35 | 46 | -11 | 25  |
| 15  | Fernández Vial       | 30 | 5  | 14 | 11 | 29 | 39 | -10 | 24  |
| 16  | Huachipato           | 30 | 6  | 6  | 18 | 34 | 67 | -33 | 18  |

PJ=Partidos jugados; PG=Partidos ganados; PE=Partidos empatados; PP=Partidos perdidos; GF=Goles a favor; GC=Goles en contra; Dif=Diferencia de gol; Pts=Puntos
|  | Campeón. Clasifica a la Copa Libertadores 1993 |
|  | Clasifica a la Pre Liguilla Pre-Libertadores   |
|  | Juega la Liguilla de Promoción                 |
|  | Desciende a la Segunda División 1993           |

## Campeón
|                    |
| Cobreloa 5º Título |

## Evolución de la clasificación
| Equipo / Jornada     | 1  | 2  | 3  | 4  | 5  | 6  | 7  | 8  | 9  | 10 | 11 | 12 | 13 | 14 | 15 | 16 | 17 | 18 | 19 | 20 | 21 | 22 | 23 | 24 | 25 | 26 | 27 | 28 | 29 | 30 |
| -------------------- | -- | -- | -- | -- | -- | -- | -- | -- | -- | -- | -- | -- | -- | -- | -- | -- | -- | -- | -- | -- | -- | -- | -- | -- | -- | -- | -- | -- | -- | -- |
| Cobreloa             | 15 | 8  | 11 | 14 | 12 | 9  | 8  | 8  | 7  | 8  | 8  | 6  | 6  | 5  | 3  | 3  | 3  | 3  | 3  | 2  | 1  | 1  | 1  | 1  | 1  | 1  | 1  | 1  | 1  | 1  |
| Colo-Colo            | 1  | 6  | 3  | 2  | 1  | 3  | 1  | 3  | 2  | 2  | 2  | 1  | 1  | 1  | 1  | 1  | 1  | 2  | 1  | 1  | 3  | 3  | 3  | 3  | 3  | 3  | 3  | 3  | 3  | 2  |
| Universidad Católica | 11 | 12 | 12 | 3  | 3  | 1  | 2  | 1  | 1  | 1  | 1  | 2  | 2  | 2  | 2  | 2  | 2  | 1  | 2  | 3  | 2  | 2  | 2  | 2  | 2  | 2  | 2  | 2  | 2  | 3  |
| Universidad de Chile | 3  | 7  | 10 | 5  | 5  | 4  | 3  | 5  | 4  | 6  | 5  | 4  | 7  | 6  | 4  | 4  | 4  | 4  | 5  | 5  | 5  | 5  | 5  | 4  | 5  | 5  | 4  | 4  | 4  | 4  |
| Unión Española       | 7  | 3  | 2  | 4  | 4  | 5  | 4  | 7  | 6  | 5  | 4  | 5  | 3  | 3  | 5  | 5  | 5  | 6  | 4  | 4  | 4  | 4  | 4  | 5  | 4  | 4  | 5  | 5  | 5  | 5  |
| O'Higgins            | 14 | 16 | 15 | 16 | 16 | 14 | 15 | 12 | 11 | 12 | 13 | 10 | 8  | 12 | 12 | 12 | 14 | 10 | 10 | 7  | 7  | 8  | 9  | 8  | 9  | 10 | 7  | 7  | 7  | 6  |
| Deportes Antofagasta | 4  | 1  | 1  | 1  | 2  | 2  | 5  | 2  | 5  | 3  | 3  | 3  | 4  | 7  | 6  | 6  | 6  | 5  | 6  | 6  | 6  | 6  | 6  | 6  | 6  | 6  | 6  | 6  | 6  | 7  |
| Deportes Temuco      | 9  | 9  | 9  | 12 | 7  | 8  | 7  | 6  | 8  | 9  | 12 | 8  | 13 | 13 | 14 | 15 | 13 | 13 | 13 | 15 | 13 | 13 | 13 | 14 | 11 | 11 | 8  | 8  | 10 | 8  |
| Deportes La Serena   | 13 | 13 | 8  | 8  | 10 | 13 | 14 | 11 | 10 | 10 | 9  | 11 | 12 | 10 | 11 | 11 | 12 | 12 | 12 | 13 | 14 | 15 | 15 | 15 | 15 | 15 | 14 | 13 | 11 | 9  |
| Coquimbo Unido       | 16 | 15 | 16 | 9  | 9  | 6  | 9  | 10 | 9  | 7  | 7  | 9  | 10 | 11 | 8  | 8  | 8  | 8  | 8  | 9  | 9  | 7  | 7  | 10 | 7  | 7  | 9  | 10 | 8  | 10 |
| Deportes Concepción  | 5  | 5  | 5  | 7  | 14 | 16 | 16 | 14 | 16 | 16 | 16 | 16 | 16 | 15 | 15 | 14 | 15 | 15 | 15 | 14 | 15 | 14 | 14 | 11 | 13 | 13 | 12 | 14 | 13 | 11 |
| Palestino            | 6  | 10 | 6  | 13 | 8  | 12 | 13 | 15 | 14 | 14 | 10 | 13 | 11 | 9  | 10 | 10 | 10 | 9  | 9  | 10 | 12 | 11 | 11 | 12 | 10 | 8  | 10 | 11 | 9  | 12 |
| Everton              | 12 | 14 | 14 | 11 | 15 | 11 | 12 | 9  | 13 | 11 | 14 | 12 | 9  | 8  | 9  | 9  | 9  | 14 | 14 | 12 | 11 | 10 | 8  | 7  | 8  | 9  | 11 | 12 | 14 | 13 |
| Cobresal             | 10 | 11 | 13 | 15 | 13 | 7  | 6  | 4  | 3  | 4  | 6  | 7  | 5  | 4  | 7  | 7  | 7  | 7  | 7  | 8  | 8  | 9  | 10 | 9  | 12 | 12 | 13 | 9  | 12 | 14 |
| Fernández Vial       | 2  | 2  | 4  | 5  | 6  | 10 | 10 | 13 | 12 | 13 | 11 | 14 | 14 | 14 | 13 | 13 | 11 | 11 | 11 | 11 | 10 | 12 | 12 | 13 | 14 | 14 | 15 | 15 | 15 | 15 |
| Huachipato           | 8  | 4  | 7  | 10 | 11 | 15 | 11 | 16 | 15 | 15 | 15 | 15 | 15 | 16 | 16 | 16 | 16 | 16 | 16 | 16 | 16 | 16 | 16 | 16 | 16 | 16 | 16 | 16 | 16 | 16 |

Fuente: Elaboración propia a partir de Solo Futbol

## Liguilla Pre-Libertadores

### Pre-Liguilla Libertadores
| Equipo Ida           | Equipo Vuelta        | Resultado Ida | Resultado Vuelta | Resultado Global |
| -------------------- | -------------------- | ------------- | ---------------- | ---------------- |
| Deportes Antofagasta | Colo-Colo            | 0-3           | 1-1              | 1-4              |
| Unión Española       | Universidad de Chile | 0-1           | 4-1              | 4-2              |
| O'Higgins            | Universidad Católica | 3-6           | 1-0              | 4-6              |

### Liguilla Pre-Libertadores
- Esta Liguilla se disputó, en los 2 estadios más importantes del país, en el Nacional y en el Monumental.

| 2 de enero de 1993  | Estadio Nacional, Santiago   | Colo-Colo            | 1-2 | Unión Española       |
| 3 de enero de 1993  | Estadio Nacional, Santiago   | Universidad de Chile | 3-1 | Universidad Católica |
| 6 de enero de 1993  | Estadio Nacional, Santiago   | Colo-Colo            | 2-2 | Universidad Católica |
| 7 de enero de 1993  | Estadio Nacional, Santiago   | Universidad de Chile | 0-0 | Unión Española       |
| 10 de enero de 1993 | Estadio Nacional, Santiago   | Colo-Colo            | 1-0 | Universidad de Chile |
| 10 de enero de 1993 | Estadio Monumental, Santiago | Universidad Católica | 2-0 | Unión Española       |

### Tabla de posiciones
| Pos | Equipo               | PJ | PG | PE | PP | GF | GC | Dif | Pts |
| --- | -------------------- | -- | -- | -- | -- | -- | -- | --- | --- |
| 1   | Universidad de Chile | 3  | 1  | 1  | 1  | 3  | 2  | +1  | 3   |
| 2   | Universidad Católica | 3  | 1  | 1  | 1  | 5  | 5  | 0   | 3   |
| 3   | Colo-Colo            | 3  | 1  | 1  | 1  | 4  | 4  | 0   | 3   |
| 4   | Unión Española       | 3  | 1  | 1  | 1  | 2  | 3  | -1  | 3   |

|  | Universidad Católica y Universidad de Chile clasifican a un Partido de Desempate. |

### Desempate Liguilla Pre-Libertadores
| 13 de enero de 1993 | Universidad Católica | 3:1 (2:1) | Universidad de Chile | Estadio Nacional, Santiago                                        |                                                                   |
| | Almada 14', 45', 90' |           | Mora 10'             | Asistencia: 72.740 espectadores Árbitro(s): Enrique Marín (Chile) | Asistencia: 72.740 espectadores Árbitro(s): Enrique Marín (Chile) |
| Universidad Católica se corona Campeón de la Liguilla Pre-Libertadores 1992, por lo demás clasifica para la Copa Libertadores 1993 como "Chile 2". |                      |           |                      |                                                                   |                                                                   |

## Liguilla de Promoción
Los 4 equipos que participaron en esa liguilla, tenían que jugar en una sola sede, en este caso en Viña del Mar y lo disputaron en un formato de todos contra todos en 3 fechas. Los 2 primeros jugarán en Primera División para el año 1993, mientras que los 2 últimos jugarán en Segunda División para el mismo año mencionado.
| Pos | Equipo             | PJ | PG | PE | PP | GF | GC | Dif | Pts |
| --- | ------------------ | -- | -- | -- | -- | -- | -- | --- | --- |
| 1   | Everton            | 3  | 3  | 0  | 0  | 8  | 2  | 6   | 6   |
| 2   | Deportes Melipilla | 3  | 1  | 1  | 1  | 4  | 4  | 0   | 3   |
| 3   | Cobresal           | 3  | 0  | 2  | 1  | 2  | 5  | -3  | 2   |
| 4   | Regional Atacama   | 3  | 0  | 1  | 2  | 1  | 4  | -3  | 1   |

PJ=Partidos jugados; PG=Partidos ganados; PE=Partidos empatados; PP=Partidos perdidos; GF=Goles a favor; GC=Goles en contra; Dif=Diferencia de gol; Pts=Puntos
|  | Jugarán en Primera División de Chile 1993 |
|  | Jugarán en Segunda División de Chile 1993 |

Fecha 1
| 26 de diciembre de 1992 | Cobresal         | 1:1 | Deportes Melipilla | Estadio Sausalito, Viña del Mar                               |                                                               |
|                         | Gerardo Villalba |     | Luis Cueto         | Asistencia: 4.912 espectadores Árbitro(s): Juan Pablo Torrens | Asistencia: 4.912 espectadores Árbitro(s): Juan Pablo Torrens |

| 26 de diciembre de 1992 | Everton                         | 2:0 | Regional Atacama | Estadio Sausalito, Viña del Mar                           |                                                           |
|                         | Nelson Enríquez · Juan González |     |                  | Asistencia: 4.912 espectadores Árbitro(s): Jorge Massardo | Asistencia: 4.912 espectadores Árbitro(s): Jorge Massardo |

Fecha 2
| 28 de diciembre de 1992 | Deportes Melipilla | 1:0 | Regional Atacama | Estadio Sausalito, Viña del Mar                           |                                                           |
|                         | Luis Cueto         |     |                  | Asistencia: 3.802 espectadores Árbitro(s): Néstor Mondría | Asistencia: 3.802 espectadores Árbitro(s): Néstor Mondría |

| 28 de diciembre de 1992 | Everton                              | 3:0 | Cobresal | Estadio Sausalito, Viña del Mar                           |                                                           |
|                         | Juan González · Carlos Rojas Espinal |     |          | Asistencia: 3.802 espectadores Árbitro(s): Sergio Vásquez | Asistencia: 3.802 espectadores Árbitro(s): Sergio Vásquez |

Fecha 3
| 30 de diciembre de 1992 | Regional Atacama  | 1:1 | Cobresal         | Estadio Sausalito, Viña del Mar                         |                                                         |
|                         | Alberto Schenfeld |     | Gerardo Villalba | Asistencia: 2.705 espectadores Árbitro(s): Víctor Ojeda | Asistencia: 2.705 espectadores Árbitro(s): Víctor Ojeda |

| 30 de diciembre de 1992 | Everton                                           | 3:2 | Deportes Melipilla          | Estadio Sausalito, Viña del Mar                           |                                                           |
|                         | Nelson Enríquez · Héctor Francino · Juan González |     | Fernando Muñoz · Luis Cueto | Asistencia: 2.705 espectadores Árbitro(s): Segundo Toledo | Asistencia: 2.705 espectadores Árbitro(s): Segundo Toledo |

- Deportes Melipilla ascendió a la Primera División para el año 1993 y Cobresal descendió a la Segunda División para el mismo año mencionado. En tanto, Everton y Regional Atacama mantienen sus puestos en sus respectivas categorías para ese mencionado año.

## Goleadores
| Jugador                | Equipo               | Goles |
| ---------------------- | -------------------- | ----- |
| Aníbal González        | Colo-Colo            | 24    |
| Juan Carlos Almada     | Universidad Católica | 20    |
| Carlos Gustavo de Luca | O'Higgins            | 18    |
| Jorge Dely Valdés      | Unión Española       | 13    |
| Marcelo Corrales       | Palestino            | 12    |
| José Cardozo           | Universidad Católica | 12    |
| Juan Carreño           | Coquimbo Unido       | 11    |
| Juan Covarrubias       | Cobreloa             | 11    |
| Juan Castillo          | Unión Española       | 11    |
| Claudio Álvarez        | Cobresal             | 10    |
| Leonel Herrera         | Deportes La Serena   | 9     |
| Wilson Núñez           | Huachipato           | 9     |
| Ariel Bravo            | Palestino            | 9     |
| Guillermo Carreño      | O'Higgins            | 9     |
| Jorge Contreras        | Universidad Católica | 8     |
| Marco Antonio Figueroa | Cobreloa             | 8     |
| Marcelo Barticciotto   | Colo-Colo            | 8     |
| Cristián Olguín        | Coquimbo Unido       | 8     |
| Pedro González         | Coquimbo Unido       | 8     |
| José Horacio Lugo      | Deportes Concepción  | 8     |
| Juan Carlos Barraza    | Deportes Concepción  | 8     |
| Carlos Morales         | Deportes Temuco      | 8     |

### Hat-Tricks & Pókers
Aquí se encuentra la lista de hat-tricks y póker de goles (en general, tres o más goles marcados por un jugador en un mismo encuentro) conseguidos en la temporada.
| Fecha                    | Jugador             | Goles | Partido                            |
| ------------------------ | ------------------- | ----- | ---------------------------------- |
| 6 de septiembre de 1992  | José Cardozo        | 3     | O'Higgins vs. Universidad Católica |
| 20 de septiembre de 1992 | Wilson Núñez        | 3     | Huachipato vs Deportes Temuco      |
| 4 de octubre de 1992     | Juan Ramón Garrido  | 3     | Huachipato vs Palestino            |
| 11 de octubre de 1992    | Cristián Montecinos | 3     | Unión Española vs Everton          |
| 12 de diciembre de 1992  | Aníbal González     | 4     | Unión Española vs Colo-Colo        |
| 19 de diciembre de 1992  | Aníbal González     | 5     | Colo-Colo vs Palestino             |

## Entrenadores
| Listado de Entrenadores | Listado de Entrenadores | Listado de Entrenadores | Listado de Entrenadores |
| Equipo                  | Entrenador              | Jornadas                |                         |
| ----------------------- | ----------------------- | ----------------------- | ----------------------- |
| Cobreloa                | Mario Osbén             | 1.º                     |                         |
| Cobreloa                | José Sulantay           | 2.º en adelante.        |                         |
| Deportes Concepción     | Julio César Antúnez     | 1.º - 8.º               |                         |
| Deportes Concepción     | Luis Vera               | 9.º en adelante.        |                         |
| Coquimbo Unido          | Jorge Luis Siviero      | 1.º - 27.º              |                         |
| Coquimbo Unido          | Hugo Valdivia           | 28.º en adelante.       |                         |
| Huachipato              | Manuel Keosseian        | 1.º - 18.º              |                         |
| Huachipato              | Carlos Felipe Pedemonte | 19.º                    |                         |
| Huachipato              | Rolando García          | 20.º en adelante.       |                         |
| O'Higgins               | Germán Cornejo          | 1.º - 4.º               |                         |
| O'Higgins               | Manuel Pellegrini       | 5.° en adelante         |                         |
| Palestino               | Fernando Cavalleri      | 1.º - 21.º              |                         |
| Palestino               | Gustavo Cortés          | 22.º en adelante        |                         |
| Deportes Temuco         | Cayetano Ré             | 1.º - 16.º              |                         |
| Deportes Temuco         | Carlos Romero           | 17.º                    |                         |
| Deportes Temuco         | Guillermo Páez          | 18.º en adelante.       |                         |
| Unión Española          | Nelson Acosta           | 1.º - 3.º               |                         |
| Unión Española          | Ricardo Contreras       | 4.º - 5.º               |                         |
| Unión Española          | Guillermo Yávar         | 6.º - 29.º              |                         |
| Unión Española          | Miguel Ángel Neira      | 30.º                    |                         |

## Estadísticas
- El equipo con mayor cantidad de partidos ganados: Colo-Colo 18 triunfos.
- El equipo con menor cantidad de partidos perdidos: Cobreloa 3 derrotas.
- El equipo con menor cantidad de partidos ganados: Fernández Vial 5 triunfos.
- El equipo con mayor cantidad de partidos perdidos: Huachipato 18 derrotas.
- El equipo con mayor cantidad de empates: Fernández Vial 15 empates.
- El equipo con menor cantidad de empates: Unión Española 4 empates.
- El equipo más goleador del torneo: Colo-Colo 68 goles a favor.
- El equipo más goleado del torneo: Huachipato 67 goles en contra.
- El equipo menos goleado del torneo: Universidad de Chile 29 goles en contra.
- El equipo menos goleador del torneo: Fernández Vial 29 goles a favor.
- Mejor diferencia de gol del torneo: Universidad Católica convirtió 38 goles más de los que recibió.
- Peor diferencia de gol del torneo: Huachipato recibió 33 goles más de los convirtió.
- Mayor goleada del torneo: Universidad Católica 7-0 Coquimbo Unido.